# Synageles albotrimaculatus
Synageles albotrimaculatus är en spindelart som först beskrevs av Lucas 1846.  Synageles albotrimaculatus ingår i släktet Synageles och familjen hoppspindlar. Inga underarter finns listade i Catalogue of Life.